# NGC 4187
NGC 4187 (również PGC 39004 lub UGC 7229) – galaktyka eliptyczna (E), znajdująca się w gwiazdozbiorze Psów Gończych. Odkrył ją William Herschel 26 kwietnia 1789 roku. Jest to galaktyka z aktywnym jądrem, przez niektóre źródła klasyfikowana jako blazar.